# Ferdinand Kinz
Ferdinand Kinz (* 18. April 1872 in Bregenz; † 2. Oktober 1935 im Achental) war ein österreichischer deutschnationaler Politiker. Er war von 1908 bis 1912 Abgeordneter zum Vorarlberger Landtag (IX. und X. Gesetzgebungsperiode), ab 1911 Abgeordneter des Österreichischen Abgeordnetenhauses (XII. Legislaturperiode), von 1918 bis 1919 Mitglied der Provisorischen Nationalversammlung für Deutschösterreich und ebenfalls von 1918 bis 1919 Mitglied der Provisorischen Vorarlberger Landesversammlung. Von 1906 bis 1929 war er Bürgermeister der Stadt Bregenz.

## Ausbildung und Beruf
Nach dem Besuch der Volksschule Bregenz absolvierte Kinz von 1881 bis 1884 das Gymnasium Feldkirch und von 1884 bis 1886 das Benediktinergymnasium Meran. Er besuchte von 1889 bis 1891 erneut das Gymnasium Feldkirch und wechselte danach von 1889 bis 1891 an das Gymnasium Trient, wo er 1891 die Matura ablegte. In der Folge studierte Kinz zwischen 1892 und 1895 Rechtswissenschaften an der Universität Innsbruck und diente als Einjährig-Freiwilliger beim Infanterieregiment 59 in Salzburg. Wegen habsburgfeindlicher Äußerungen wurde er jedoch beim Militär nicht zum Offizier befördert. Kinz promovierte am 26. Jänner 1899 in Innsbruck zum Doktor der Rechte (Dr. jur.). Beruflich arbeitete Kinz nach dem Studium eineinhalb Jahre als Rechtspraktikant beim Handels- und Seegericht Triest und wurde danach für drei Jahre Konzipient in Innsbruck. nachdem er zudem zweieinhalb Jahre als Konzipient in Wien beschäftigt gewesen war, eröffnete er 1906 seine eigene Rechtsanwaltskanzlei in Bregenz.

## Politik und Funktionen
Kinz war Mitglied der Deutschfreisinnigen Partei und später der Großdeutschen Partei. Er wurde 1906 zum Mitglied des Bregenzer Gemeinderates gewählt und lenkte die Geschicke der Stadt Bregenz vom 1. Juni 1906 bis ins Jahr 1929 als Bürgermeister. Er rückte am 27. März 1908 für Jakob Schneider als Vertreter der Stadt Bregenz in den Vorarlberger Landtag nach und gehörte dem nationalliberalen Lager an. Dabei war er von 1909 bis 1912 auch Ersatzmitglied für Josef Wegeler im Vorarlberger Landesausschuss. 1912 verzichtete er auf sein Landtagsmandat. Als Deutschnationaler gehörte er zudem von 1911 bis 1918 dem Abgeordnetenhaus des österreichischen Reichsrates an. Dort zählte er innerhalb des Deutschen Nationalverbands zur Jungdeutschen Vereinigung, die sich 1914 in Deutschvölkische Vereinigung umbenannte, ab 1916 zur Deutschen Arbeitsgemeinschaft und ab 1917 zur Deutschnationalen Partei. Danach war er vom 21. Oktober 1918 bis zum 16. Februar 1919 Mitglied der provisorischen Nationalversammlung. Des Weiteren war er von 1918 bis 1919 Mitglied der provisorischen Vorarlberger Landesversammlung.
Kinz war 1892 Gründungsmitglied der Burschenschaft Germania Innsbruck und engagierte sich ab 1919 als Gründer bzw. Obmann des Vorarlberger Landes-Jagdschutzvereins. Er war des Weiteren Mitglied und Obmann im Landesverband für Fremdenverkehr, Gründungs- sowie Vorstandsmitglied des Deutschen Turnvereins in Wien und Gründungsmitglied des Deutschen Männergesangsvereins in Wien. Des Weiteren war er als Mitglied im Deutschen Fortschrittsverein, im Verein für gemeinnützige Zwecke, im Deutschen Volksverein für Vorarlberg sowie im Verein Südmark aktiv. Kinz war auch Direktor der Bregenzer Sparkasse.
1898 wurde gegen Kinz Anzeige erstattet, da er anlässlich eines Konzertes in Bregenz in einem Nebensaal sitzen blieb, während die Kaiserhymne gespielt wurde. Kinz wurde daraufhin zu einer Geldstrafe verurteilt.

## Privates
Ferdinand Kinz wurde als Sohn des Bregenzer Bäckermeisters Franz Ferdinand Kinz (1845–1905) und dessen in Feldkirch zur Welt gekommenen Gattin Katharina Weinzierl (1846–1928) geboren. Er heiratete am 24. April 1919 in Bregenz die in Innsbruck geborene Agnes Muther (1896–1936) und wurde 1920 bzw. 1923 Vater je eines Sohnes. 1935 verstarb er auf Grund eines Schlaganfalles während eines Jagdganges. Einer seiner Enkel ist Hubert Kinz, seit 2009 Abgeordneter der FPÖ im Vorarlberger Landtag.